# Adzán
Az adzán vagy adhán (arabul أذان – aḏān), törökül ezan az imára hívás az iszlámban, melyet a müezzin a mecset minaretjéből recitál naponta ötször. A szunnita és a síita adzán szövege némileg eltér egymástól.

## Szunnita formulák
A szunnita müezzinek a következő formulákkal hívják imára híveiket:
1. Alláhu akbar (Isten a legnagyobb)
2. Tanúsítom, hogy nincs más isten, csakis Allah
3. És Mohamed az ő küldötte
4. Jöjjetek imára
5. Jöjjetek a boldogságra (az üdvözülésre)
6. Nincs más isten, csakis Allah
7. (a reggeli ima esetén) Az ima jobb, mint az álom.

## Síita formulák
A síiták imára hívásai valamelyest eltérnek a szunnita adzán formájától, az 5. és 6. formula közé még egyet beillesztettek.
1. Alláhu akbar (Isten a legnagyobb)
2. Tanúsítom, hogy nincs más isten, csakis Allah
3. És Mohamed az ő küldötte
4. Jöjjetek imára
5. Jöjjetek a boldogságra (az üdvözülésre)
6. Jöjjetek minden munkák legkiválóbbikára (kétszer éneklik el egymás után)
7. Nincs más isten, csakis Allah
8. (a reggeli ima esetén) Az ima jobb, mint az álom.